# Nationalpark Hamburgisches Wattenmeer
Nationalpark Hamburgisches Wattenmeer er en nationalpark i det nordvestlige Tyskland ved Elbens udmunding i Nordsøen. Området er en enklave, omgivet af Nationalpark Niedersächsisches Wattenmeer, og tilhører som navnet antyder ikke delstaten Niedersachsen, men derimod Bezirk Hamburg-Mitte i Hamborg.
Nationalparken blev oprettet den 9. april 1990 og udvidet i 2001. Den dækker et areal på 13.750 hektar af vadehavet. 